# Jon Watts
Jon Watts (Fountain, 28 de junho de 1981) é um diretor de cinema americano, produtor e roteirista. Ficou conhecido pelos filmes Clown e Cop Car. Também ganhou notoriedade ao dirigir e co-escrever os filmes, co-produzido entre Marvel Studios e Sony Pictures, Spider-Man: Homecoming (2017), Spider-Man: Far From Home (2019) e Spider-Man: No Way Home (2021). Também escreveu episódios para a série de televisão Onion News Network.

## Biografia
Watts nasceu e foi criado em Fountain, Colorado onde estudou na Fountain-Fort Carson High School. Ele estudou cinema na Universidade de Nova Iorque. Antes de dirigir filmes, Watts dirigiu comerciais para a empresa de produção Park Pictures. Ao tentar fazer o trabalho dirigindo Spider-Man: Homecoming, Watts obteve uma tatuagem do Homem-Aranha em seu peito para fazer a si mesmo "se destacar no campo". Ele é casado com a ex-agente de talentos e produtora Dianne McGunigle.

## Carreira
A carreira de Watts no cinema começou com o curta Clay Pride: Being Clay in America. Um filme de claymation, é uma sátira de filmes sobre questões gays, com o personagem principal, Steve Thompson, saindo como "clay". Na década seguinte, Watts continuaria a trabalhar em curtas-metragens, além de dirigir vários videoclipes para vários artistas, incluindo Fatboy Slim, Death Cab for Cutie, Relient K, Sleigh Bells e TV on the Radio.
A estreia na direção de longa-metragem de Watts foi no filme de terror Clown (2014). Watts e seus amigos fizeram um trailer falso para um filme sobre um pai se transformando em um palhaço assassino depois de experimentar uma velha fantasia que encontra em seu porão. Depois de enviar o trailer para o YouTube, Watts foi abordado por Eli Roth com uma oferta para produzir uma versão longa.
O próximo filme de Watts foi o thriller Cop Car (2015). O filme é sobre dois meninos que roubam um carro de polícia abandonado e são perseguidos por seu dono assassino, um xerife interpretado por Kevin Bacon. Em entrevista, Watts revelou que a ideia do filme surgiu de um sonho que teve quando criança.
Watts então dirigiu Spider-Man: Homecoming. Estava tão determinado a ser o diretor do filme que admitiu ter "incomodado" a Marvel enviando-lhes clipes de um trailer falso que ele fez para um filme do Homem-Aranha. Ele admite que ficou muito surpreso e não sabia que ia conseguir o emprego até o último momento.
Watts dirigiu a sequência de 2019, Spider-Man: Far From Home. Ele se tornou cada vez mais dedicado à franquia, até mesmo iniciando sua própria coleção extensa de aranhas raras.
Watts retornou para dirigir Spider-Man: No Way Home, com lançamento previsto para 17 de dezembro de 2021. Ele também está confirmado para dirigir o novo Quarteto Fantástico, que será ambientado no Universo Cinematográfico da Marvel. Em 29 de abril de 2022, depois de terminar a recente trilogia do Homem-Aranha no UCM, Watts saiu do projeto do filme do Quarteto Fantástico, precisando de uma pausa do gênero de filmes de super-heróis.

## Filmografia

### Cinema
| Ano  | Filme                     | Creditado como | Creditado como | Creditado como |
| Ano  | Filme                     | Diretor        | Produtor       | Roteirista     |
| ---- | ------------------------- | -------------- | -------------- | -------------- |
| 2014 | Clown                     | Sim            | Não            | Sim            |
| 2015 | Cop Car                   | Sim            | Sim            | Sim            |
| 2017 | Spider-Man: Homecoming    | Sim            | Não            | Sim            |
| 2019 | Spider-Man: Far From Home | Sim            | Não            | Não            |
| 2021 | Spider-Man: No Way Home   | Sim            | Não            | Não            |
| 2024 | Wolfs                     | Sim            | Sim            | Sim            |

### Televisão
| Ano  | Série                  | Creditado como | Creditado como | Creditado como | Creditado como                                            |
| Ano  | Série                  | Diretor        | Produtor       | Roteirista     | Notes                                                     |
| ---- | ---------------------- | -------------- | -------------- | -------------- | --------------------------------------------------------- |
| 2011 | The Onion News Network | Sim            | Sim            | Não            | Diretor: 10 episódios Co-produtor executivo: 11 episódios |

## Recepção
| Filme                    | Rotten Tomatoes | Orçamento    | Bilheteria     |
| ------------------------ | --------------- | ------------ | -------------- |
| Clown                    | 48%             | $1.5 milhões | $2.1 milhões   |
| Cop Car                  | 79%             | $5 milhões   | $143,658       |
| Spider-Man: Homecoming   | 92%             | $175 milhões | $823.8 milhões |
| Spider-Man Far From Home | 90%             | $160 milhões | $1.132 bilhão  |